# Capricornis rubidus
Il capricorno rosso (Capricornis rubidus Blyth, 1863) è un mammifero artiodattilo della sottofamiglia dei Caprini.

## Descrizione
Con una lunghezza di 140–155 cm, un'altezza al garrese di 85–95 cm e un peso di 110–160 kg, il capricorno rosso è un Bovide piuttosto piccolo e tozzo, con lunghe orecchie appuntite, una corta criniera, una coda relativamente folta e brevi corna leggermente ricurve, segnate da sottili creste orizzontali. Come indica il nome, il mantello è di colore marrone-rossastro, solitamente con una striscia scura che scende lungo il dorso e una macchia bianca sulla gola. Le regioni inferiori sono bianche, e la criniera è di colore rossastro scuro. Alcuni esemplari presentano una colorazione più scura, nera con riflessi rossastri, tanto che gli studiosi hanno ipotizzato che siano il frutto di incroci con il capricorno della Cina (Capricornis milneedwardsii). Maschi e femmine di capricorno rosso sono simili nell'aspetto, ed entrambi sono muniti di corna.
In passato tutte le specie attualmente riconosciute di capricorno erano considerate sottospecie di un'unica specie, ma oggi si tende generalmente a trattarle come specie separate. Tuttavia, la tassonomia del genere Capricornis non è stata ancora completamente risolta. Il capricorno rosso si può facilmente distinguere dagli altri capricorni per il mantello di colore rosso, e dal goral rosso (Naemorhedus baileyi), di aspetto molto simile, per le dimensioni maggiori, la criniera, il pelo più lungo e le corna più grandi e robuste. Sebbene peli di colore rosso e nero siano presenti in tutti i capricorni, il capricorno rosso presenta peli con la base nera, invece che bianca.

## Distribuzione e habitat
La precisa estensione dell'areale del capricorno rosso non è ben conosciuta, in parte a causa della confusione con altre specie di capricorno, ma si ritiene che occupi le regioni settentrionali, e forse anche quelle occidentali, del Myanmar. La specie potrebbe vivere anche in alcune regioni della Cina, dell'India nord-orientale e del Bangladesh, sebbene i capricorni presenti in queste aree vengano ora considerati appartenenti ad altre specie, come il capricorno dell'Himalaya (Capricornis thar), diffuso nell'India nord-orientale.
Sulla base di quel poco che sappiamo, sembra che il capricorno rosso abiti nelle foreste, in particolar modo su quelle che si sviluppano sulle impervie regioni collinari e montuose.

## Biologia
Non conosciamo praticamente nulla sulla biologia del capricorno rosso. Tuttavia, come altri capricorni, è probabilmente una creatura solitaria, sebbene talvolta formi piccoli gruppi. La maggior parte dei capricorni occupa un proprio territorio, che viene marcato con piste ben definite, cumuli di escrementi, «sfregamenti di corna» su piccoli alberi, e secrezioni odorose delle grandi ghiandole preorbitali poste davanti agli occhi. All'occorrenza i capricorni possono diventare piuttosto aggressivi, utilizzando le corna a mo' di pugnali per cacciare via gli intrusi o difendersi dai predatori. La dieta consiste probabilmente di erbe, foglie e germogli; l'animale si reca a pascolare per lo più di prima mattina e la sera tardi, trascorrendo le altre ore della giornata nascosto nei luoghi di riposo preferiti, come all'interno di una caverna o sotto una roccia o una rupe a strapiombo. Sebbene sia meno specializzato nell'arrampicata di molti altri Caprini, anche il capricorno è in grado di muoversi agilmente sugli impervi terreni rocciosi.
Così come altri capricorni, probabilmente anche quello rosso si accoppia tra ottobre e novembre, e partorisce un unico piccolo la primavera successiva, dopo un periodo di gestazione di circa sette mesi. Le femmine raggiungono la maturità sessuale a circa 30 mesi, e i maschi a 30-36 mesi.

## Conservazione
Attualmente non abbiamo informazioni precise sul numero di esemplari e sullo stato di conservazione del capricorno rosso, ma si ritiene che le sue popolazioni stiano diminuendo in seguito alla caccia e alla deforestazione. Nel Myanmar, i capricorni sono una delle specie selvatiche che si trovano più frequentemente in vendita nei mercati locali, sia per la carne che per alcune parti del corpo impiegate nella medicina tradizionale. Sebbene la specie sia protetta in tutto il Sud-est asiatico e ne sia vietato il commercio internazionale, le leggi non vengono applicate a dovere, e a quanto riferiscono i cacciatori, sembra che la specie sia in diminuzione in tutte le aree in cui sopravvive.